# مطار رأس شقير
مطار رأس شقير هو مطار يخدم منطقة خليج السويس و خاصة شركات البترول في رأس شقير ، مصر . المدرج على طول الساحل 9 كيلومتر (5.6 ميل) شمال غرب المدينة.

## روابط خارجية
- مطاراتنا - رأس شقير الجديدة
- مطار رأس شخير الجديد
- خريطة الشارع المفتوح - رأس شقير
- airportname.com